# لوتي هوبر
لوت هوبر (بالألمانية: Lotti Huber )‏ (و. 1912 – 1998 م) هي راقصة، وكاتِبة، وممثلة أفلام، ومغنية ألمانية، ولدت في كيل، توفيت في برلين، عن عمر يناهز 86 عاماً.

## وصلات خارجية
- لوتي هوبر على موقع IMDb (الإنجليزية)
- لوتي هوبر على موقع مونزينجر (الألمانية)
- لوتي هوبر على موقع ميوزك برينز (الإنجليزية)
- لوتي هوبر على موقع أول موفي (الإنجليزية)
- لوتي هوبر على موقع ديسكوغز (الإنجليزية)
- لوتي هوبر على موقع قاعدة بيانات الفيلم (الإنجليزية)
- لوتي هوبر على موقع كينوبويسك (الروسية)